# Jastrzębiec włosisty
Jastrzębiec włosisty (Hieracium piliferum Hoppe) – gatunek rośliny należący do rodziny astrowatych. Występuje w Alpach, Pirenejach, Apeninach, Górach Dynarskich i Karpatach. W Polsce podano tylko dwa jego stanowiska w Tatrach Wysokich: na Mięguszowieckim Szczycie oraz przy Morskim Oku. W 2014 roku uznany został za wymarły, po czym w 2022 roku odkryto populację tego gatunku w Szerokim Żlebie w masywie Miedzianego.

## Morfologia
ŁodygaWniesiona, pojedyncza, najczęściej bezlistna (czasem z jednym lub dwoma listkami). Ma wysokość 5–30 cm. Pokryta trzema rodzajami włosków: długimi wełnistymi włoskami, włoskami gwiazdkowatymi oraz gruczołowatymi.
LiścieZebrane w różyczkę, na krótkich ogonkach, lancetowate, sinozielone, owłosione.
KwiatyJasnożółte, zebrane w pojedynczy koszyczek na szczycie łodygi (czasem 2–3). Łuski okrywy koszyczka wąskolancetowate, wełniście owłosione.
OwocBrunatna lub czarniawa niełupka.

## Biologia i ekologia
Bylina. Kwitnie od lipca do sierpnia. Gatunek alpejski, oreofit. Rośnie w murawach na podłożu bezwapiennym. Gatunek charakterystyczny dla klasy (Cl.) Juncetea trifidi. Liczba chromosomów 2n = 36.

## Zmienność
Gatunek zróżnicowany na 7 podgatunków:
- Hieracium piliferum subsp. ciavaletense (Zahn) Zahn
- Hieracium piliferum subsp. fuliginatum (Murr & Zahn) Greuter
- Hieracium piliferum subsp. glanduliferum (Hoppe) Zahn
- Hieracium piliferum subsp. hololeptum (Nägeli & Peter) Zahn
- Hieracium piliferum subsp. leucopsis (Arv.-Touv.) Zahn
- Hieracium piliferum subsp. subnivale (Gren. & Godr.) Zahn
- Hieracium piliferum subsp. subnivaliforme (Zahn) Zahn

## Zagrożenia i ochrona
Gatunek umieszczony w Polskiej Czerwonej Księdze Roślin (2001) w kategorii VU (narażony). Na Czerwonej liście roślin i grzybów Polski (2006) umieszczony w kategorii R (rzadki – potencjalnie zagrożony). W wydaniu z 2016 roku otrzymał kategorię RE (wymarły na obszarze Polski). 
Znajduje się także w Czerwonej Księdze Karpat Polskich w kategorii CR (krytycznie zagrożony).
W Polsce odnaleziony został w 1926 r. przez B. Pawłowskiego w Tatrach na zboczach Mięguszowieckiego Szczytu. Zgromadzone przez niego 10 okazów zielnikowych wskazuje, że populacja prawdopodobnie była liczna. W 1994 r. obserwowano około 50 osobników. W 1989 r. znaleziono w dolinie Morskiego Oka inne stanowisko liczące około 30–40 osobników, w 1992 r. było ich 15–20, a w 2001 r. tylko 4 kwitnące i 3 płonne. W 2014 roku uznano gatunek za wymarły EX (wymarły). Przyczyną wyginięcia osobników nad Morskim Okiem były prowadzone tutaj prace renowacyjne (sadzenie kosodrzewiny). Istniejące od kilkudziesięciu lat stanowisko na zboczach Mięguszowieckiego w 2008 r. wydawało się niezagrożone. Po odkryciu ponad 100 okazów tego gatunku w Szerokim Żlebie na Miedzianym w 2022 gatunek zaliczono do krytycznie zagrożonych (CR). 